# Calligonum calcareum
Calligonum calcareum är en slideväxtart som beskrevs av Pavl.. Calligonum calcareum ingår i släktet Calligonum och familjen slideväxter. Inga underarter finns listade i Catalogue of Life.